# Jacques Sylla

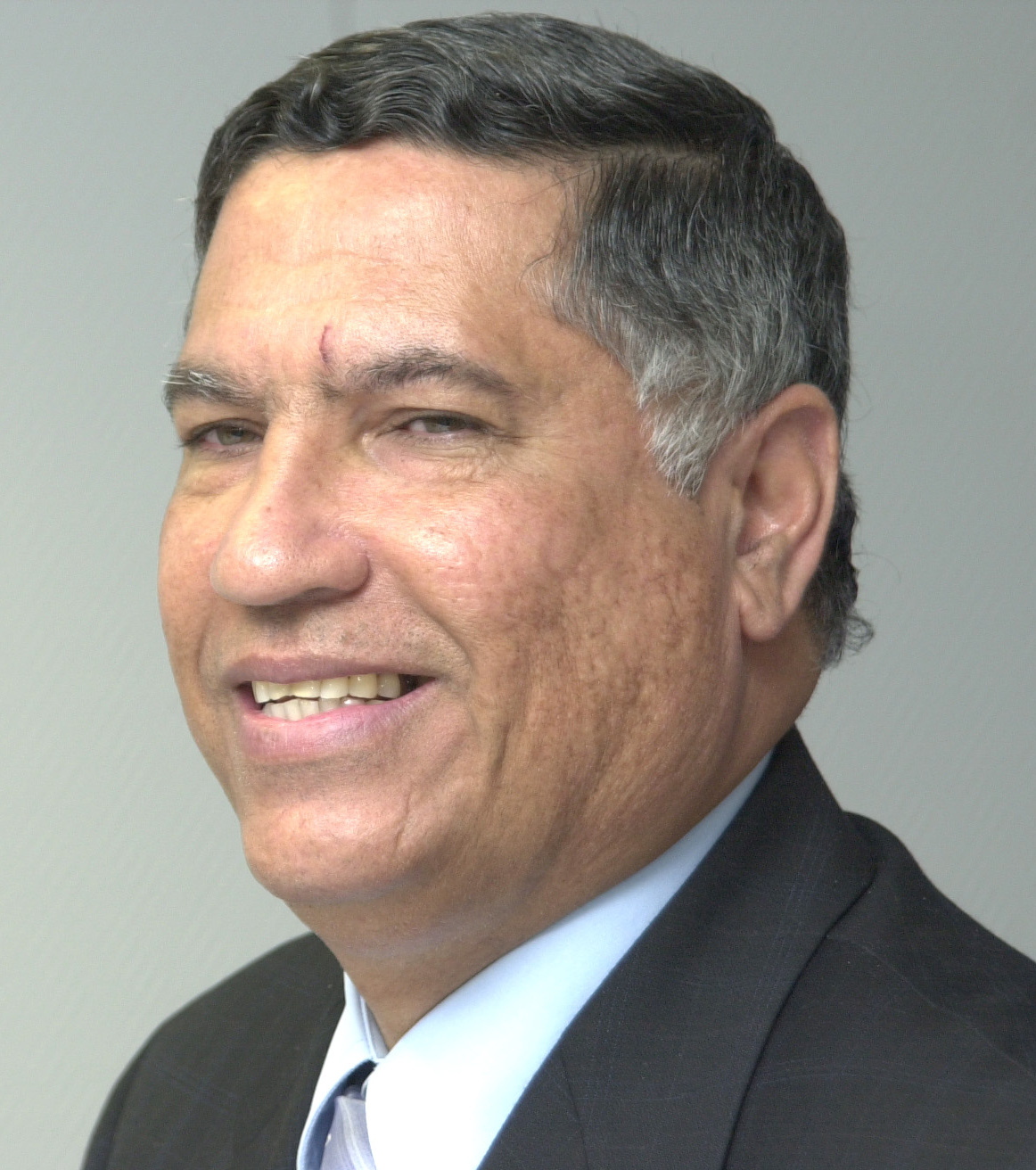
Jacques Sylla in 2003

Jacques Hugues Sylla (Toamasina, 22 juli 1946 - Antananarivo, 26 december 2009) was een Malagassisch politicus.
Sylla studeerde rechten en was advocaat. Van februari 2002 tot januari 2007 was hij eerste minister van Madagaskar, onder president Marc Ravalomanana. Van 1993 tot 1996 was hij al minister van Buitenlandse Zaken geweest. In 2007 werd Sylla verkozen tot voorzitter van de Assemblée nationale en leidde hij het Overgangscongres van augustus tot november 2009. Bij de gebeurtenissen van 2009 koos Sylla de zijde van Andry Rajoelina.
Hij was een overtuigd katholiek. Zijn nauwe betrekkingen met kardinaal Armand Razafindratandra droegen bij tot zijn aantreden als minister in 1993. Sylla had vier kinderen. Hij overleed op 63-jarige leeftijd, na een lang ziekbed.